# Ian Lavender
Ian Lavender, właśc. Arthur Ian Lavender (ur. 16 lutego 1946 w Birmingham, zm. 2 lutego 2024) – brytyjski aktor, najszerzej znany z występów w serialu Armia tatuśka (1968–1977), w którym był najmłodszym członkiem głównej obsady.

## Życiorys
Grywał w teatrze amatorskim już jako nastolatek, jego studia w szkole teatralnej Bristol Old Vic Theatre School w Bristolu były współfinansowane ze stypendium przyznanego przez władze samorządowe jego rodzinnego miasta Birmingham. W 1967 uzyskał dyplom aktorski i nawiązał współpracę z agentką teatralną Ann Croft, żoną producenta i reżysera telewizyjnego Davida Crofta. Dzięki tym powiązaniom w 1968 został obsadzony w serialu Armia tatuśka, którego Croft był współtwórcą. Jego postać, szeregowy Pike, była jedynym bardzo młodym bohaterem w serialu opowiadającym głównie o starszych panach. Wystąpił we wszystkich dziewięciu seriach tej produkcji, a także w powstałym na jej bazie filmie kinowym.
Po zakończeniu produkcji Armii... zajął się głównie pracą w teatrze. Ma też na koncie wiele ról drugoplanowych w filmach i serialach, m.in. Tak, panie ministrze, Podróż pani Noah, Co ludzie powiedzą?, Na sygnale czy Cała naprzód: Rzymski camping. Przez cztery lata (2001–2005) był też członkiem stałej obsady opery mydlanej EastEnders.

## Życie prywatne
Był dwukrotnie żonaty. W latach 1967–1976 jego żoną była Suzanne Kerchiss. W 1993, na krótko przed poddaniem się operacji związanej z leczeniem raka pęcherza moczowego, poślubił swoją wieloletnią nieformalną partnerkę Miki Hardy. Był jej mężem do śmierci.